# Теплоенергетика
Теплоенергетика — галузь енергетики, в якій електрична або теплова енергія виробляється з використанням хімічної енергії органічного палива.
Основу всієї енергетичної системи світу становить теплоенергетика. 2/3 електростанцій у світі працюють на теплових циклах, переважно Цикл Ренкіна (Rankin cycle) на водяній парі та Цикл Брайтона у газовій турбіні.
Теоретичну основу теплоенергетики становить термодинаміка, тепломасообмін та гідродинаміка.
Головним завданням теплоенергетики є проблема раціонального використання теплової енергії в промисловості та комунальному господарстві. Предметом вивчення теплоенергетики є термодинамічні цикли і схеми енергоустановок, ступінь їх досконалості, питання горіння палива, теплообмін, теплофізика, властивості робочих тіл і теплоносіїв та ін.
Перетворення теплової енергії здійснюється в різних машинах, апаратах та пристроях, які поділяються на:
- генеруючі: Теплогенератор, піч
- акумулюючі: Сонячний колектор
- перетворюючі: парова турбіна
- транспортуючі: Теплотраса, Теплообмінник
- споживачі: Опалювальний прилад

Технічну основу сучасної теплоенергетики складають теплосилові установки теплових електростанцій (ТЕС), які складаються з котлоагрегатів та парових турбін.

## Застосування
Теплоенергетика у світовому масштабі переважає серед традиційних видів, на базі вугілля виробляється 46% усієї електроенергії світу, на базі газу – 18%, ще близько 3% – за рахунок спалювання біомас, нафта використовується для 0,2%. Сумарно теплові станції забезпечували у 2011 р. близько 80 % загальної вироблення всіх електростанцій світу.
На 2013 рік, середній ККД теплових електростанцій дорівнював 34%, при цьому найефективніші вугільні електростанції мали ККД у 46%, а найефективніші газові електростанції — 61%.
Типи теплових електростанцій:
1. Паротурбінні електростанції — енергія перетворюється за допомогою паротурбінної установки;
2. Газотурбінні електростанції — енергія перетворюється за допомогою газотурбінної установки;
3.Парогазові електростанції — енергія перетворюється за допомогою парогазової установки.
У світі теплоенергетика переважає серед традиційних видів електроенергетики, обсяги виробництва цієї галузі становлять 90 % від загального виробітку всіх електростанцій світу. На основі нафти виробляється 39 % всієї електроенергії в країнах світу, на основі вугілля — 27 %, газу — 24 %.
Енергетика таких країн, як Польща і ПАР практично повністю заснована на використанні вугілля, а Нідерландів — на використанні газу. Дуже велика частка теплоенергетики в Китаї, Австралії, Мексиці.